# Massimiliano De Toma
Massimiliano De Toma (Roma, 11 novembre 1965) è un politico italiano.

## Biografia
Alle elezioni politiche del 2018 è eletto deputato del Movimento 5 Stelle. È membro dal 2018 della X Commissione attività produttive, commercio e turismo.

### L’uscita dai 5 Stelle
Il 9 gennaio 2020 annuncia la sua uscita dal Movimento 5 Stelle (ma sarà ugualmente espulso dal partito il 31 gennaio alla fine dell'istruttoria per i mancati rimborsi),  e il passaggio al Gruppo misto.
Il 18 marzo 2021 aderisce insieme a Rachele Silvestri e Tiziana Drago a Fratelli d'Italia.